# Рециця
Рециця (пол. Recica) — село в Польщі, у гміні Стара Блотниця Білобжезького повіту Мазовецького воєводства.
У 1975-1998 роках село належало до Радомського воєводства.